# Ливила
Ливия Юлия (на латински: Livia Ivlia), по-рядко срещана като – Клавдия Ливия Юлия (на латински: Claudia Livia Ivlia), най-известна с името Ливила (на латински: Livilla, „Малката Ливия“), (ок. 13 пр.н.е., Рим – 31 от н.е., Рим) е дъщеря на Друз Старши и Антония Младша, племенница на император Тиберий, родна сестра на император Клавдий, участница в заговора на префекта Сеян.

## Произход
Ливила е родена около 13 пр.н.е. в семейството на Нерон Клавдий Друз и Антония. Бащата на Ливила е по-малък брат на император Тиберий, а майка ѝ е дъщеря на Марк Антоний и Октавия Младша. Ливила е кръстена в чест на своята баба, жената на Октавиан, Ливия Друзила.

## Семеен живот
Единствената цел, с която Ливила е използвана от баща си, е като средство за укрепване на династията. Ливила е омъжвана 2 пъти.

### Първи брак
За първи път Ливила е омъжена на около 10-годишна възраст. Неин съпруг става Гай Юлий Цезар Випсаниан, синът на Агрипа, осиновен след смъртта на баща си от Октавиан. Сватбата е през 2 пр.н.е.. Съпругът ѝ е със 7 години по-голям от нея. Младият Гай Юлий по това време се счита за вероятен наследник на Август.
Бракът продължава 6 години, докато през 4 г. Гай Юлий умира. Деца нямат, доколкото Ливила не е достигнала репродуктивна възраст към момента на смъртта на мъжа си .
По времето на този брак Ливила влиза в конфронтация с високомерната жена на брат ѝ Германик, Агрипина Старша. Причината за враждата на двете жени е обичайната завист, която изпитвали една към друга. Въпреки че според Тацит Ливила е била красива жена, това, което ѝ е пречело, е било юношеската ъгловатост, от която тя така и не се избавила. .

### Втори брак
Скоро след смъртта на първия ѝ мъж Ливила е омъжена втори път. Този път избраникът е братовчед ѝ Друз Младши (Тиберий Друз Юлий Цезар), единствен син на Випсания Агрипина и Тиберий, който към този момент се явява единствен наследник на Август.
Година след сватбата им се ражда дъщеря им Юлия Ливия (младата; * 5 г.), която по-късно става съпруга на Нерон Цезар, син на ненавистната на Ливила Агрипина.
Следващите им деца се раждат чак след 14 години. През 19 г. им се раждат близнаците Тиберий Гемел и Германик Гемел, но Германик умира скоро след раждането си.
През 23 г. Друз неочаквано умира, оставяйки Ливила вдовица.

## Ливила и Сеян
През 17 или 18 г. Тиберий довежда в Рим 30 кохорти на преторианската гвардия. Нейният префект е Луций Елий Сеян, който става един от най-могъщите хора в Рим. Положението му укрепва ден след ден и скоро преторианският префект става по-близък на императора, измествайки дори сина му Друз.
По своя път към властта Сеян в началото скрито, а после и открито, започва да отстранява своите съперници. В началото на 20-те години той съблазнява Ливила, която попада под неговото обаяние и става един от най-преданите му привърженици.
През 23 г. Друз умира. Причината за неговата смърт е открита по-късно – чак при разобличаването на Сеян, когато предсмъртни записки на първата му съпруга Апиката разкриват, че Друз е отровен от Ливила, а робите на последната потвърждават написаното.
По това време Тиберий живее в Капри и практически не пребивава в Рим. Сеян става вторият човек след императора. Единственият фактор, който ограничава властта му, е Ливия, майката на императора – властна и целеустремена жена, която по много въпроси се явява владетелка на държавата.
Желаейки да затвърди своето положение чрез най-вероятния наследник, през 25 г. Сеян моли Тиберий да му разреши да се ожени за Ливила. Императорът, знаейки за тяхното съжителство, отказва. По всяка вероятност причина за отказа е непопулярността на Сеян сред народа, който не би одобрил такава стъпка от страна на принцепса.
През 29 г. Ливия умира, което развързва ръцете на Сеян. По негово предложение Сенатът прогонва от Рим вечната съперница на Ливила – вдовицата на Германик Агрипина, и двете им деца. Позициите на Сеян продължават да укрепват.
През 30 г. Сеян вече започва да крои заговор около Тиберий, опирайки се на някои членове от рода на Юлиите. Идеята му е да бъде осиновен в някое от разклоненията на рода и вече като един от Юлиите да заеме позиция или на принцепс, или на настойник на малолетния Тиберий Гемел, сина на Ливила.
Тиберий разбира за плановете на Сеян. В края на 30 г. Сеян получава от императора предварително съгласие за сватба с Ливила, а също така е и назначен за консул заедно с императора. Изглежда че планът на заговорниците е осъществен, но в края на октомври 31 г. Сеян е извикан в Сената, където е прочетено разобличаващо го писмо от Тиберий, в което императорът иска заговорниците да бъдат осъдени.
Разобличители на заговора стават Невий Макрон, който впоследствие получавапостта префект, и Антония – майката на Ливила.
На 18 октомври Сеян е убит. В Рим започват жестоки преследвания на всички, с които е бил свързан. Ливила също не е пощадена, въпреки че е част от императорското семейство. Скоро тя се самоубива. Същестува и версия, според която Тиберий я изпратил за наказание в дома на майка ѝ Антония, а тя я заключила в стая, където Ливила умряла от глад.